# Jean Chassagne

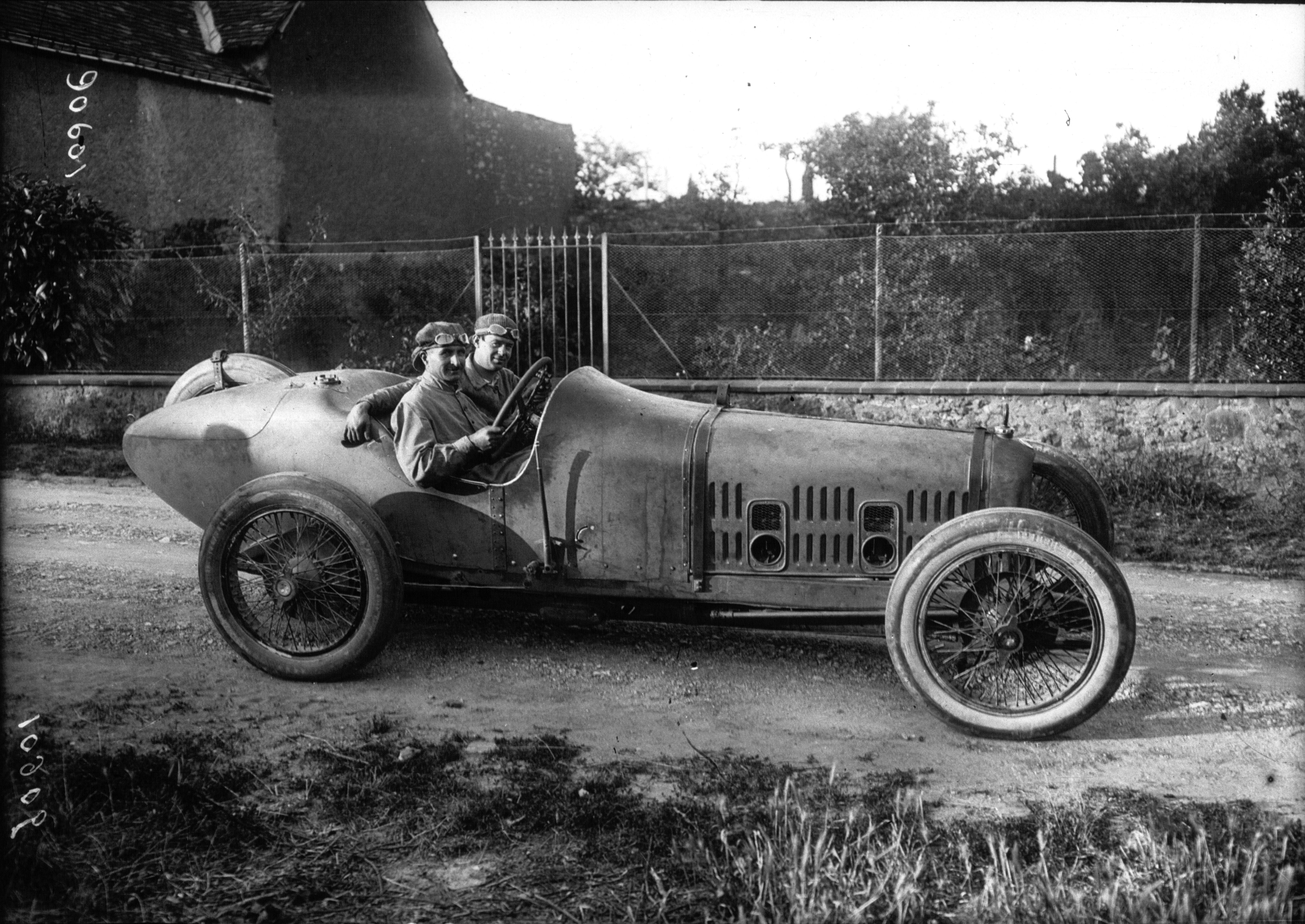
Jean Chassagne beim Großen Preis von Frankreich 1921

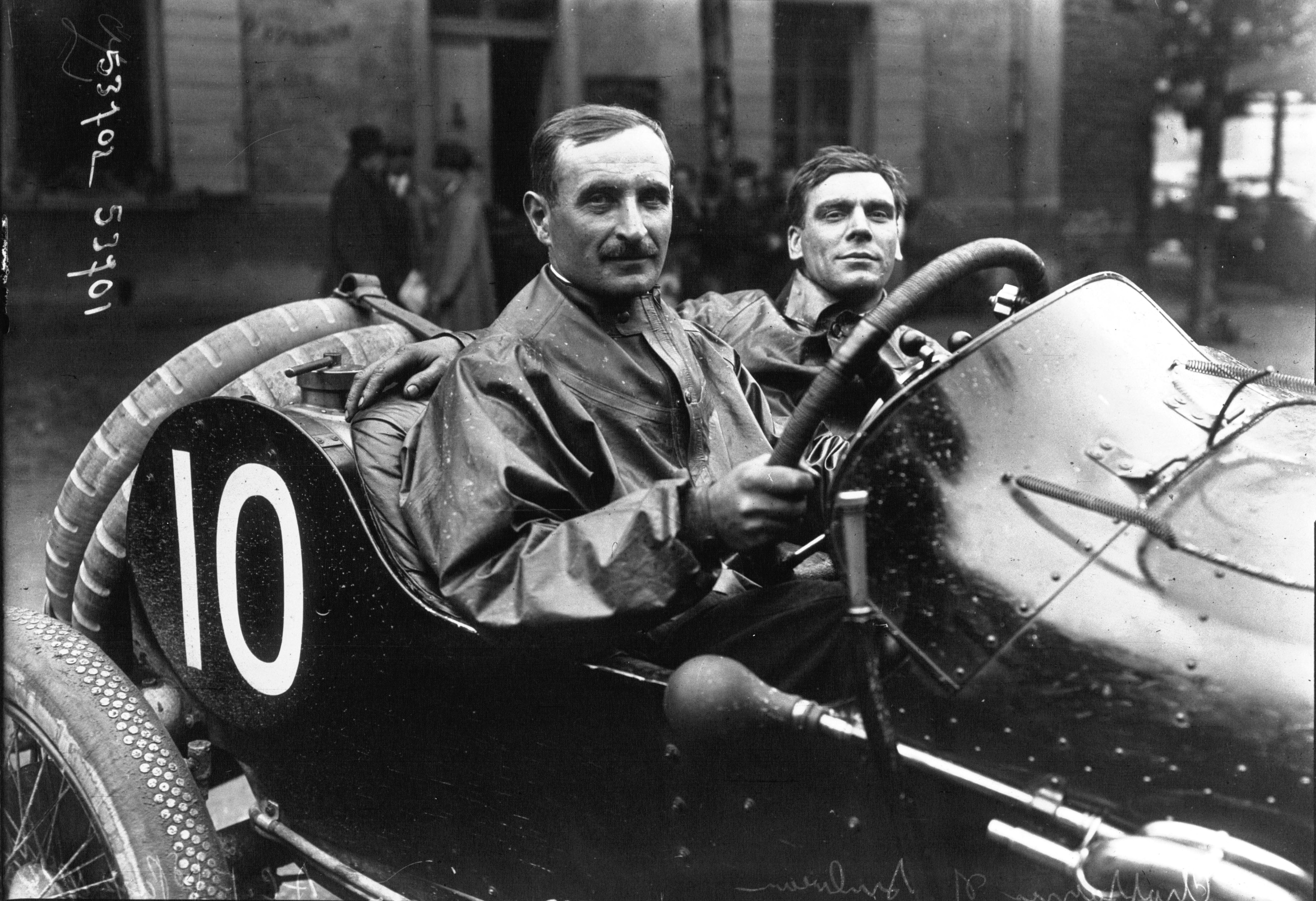
Jean Chassagne am Steuer eines Sunbeam; vor dem Start zum Großen Preis von Frankreich 1922

Julien Jean Chassagne (* 26. Juli 1881 in La Croisille-sur-Briance; † 13. April 1947 ebenda) war ein französischer Autorennfahrer und Jagdflieger im Ersten Weltkrieg.

## Karriere
Jean Chassagne war einer der französischen Pioniere des Automobilsports. 1913 wurde er hinter Georges Boillot und Jules Goux Dritter beim Großen Preis von Frankreich. 1914 startete er von der Pole-Position in das vierte 500-Meilen-Rennen von Indianapolis der Motorsportgeschichte, konnte das Rennen nach einem Unfall in der 20. Runde jedoch nicht beenden.
Unterbrochen wurde die Rennkarriere durch den Ersten Weltkrieg. Vier Jahre – von 1914 bis 1918 – diente er als Jagdflieger in der Französischen Armee. In den 1920er-Jahren nahm er seine Rennaktivitäten wieder auf. 1920 war er erneut beim 500-Meilen-Rennen von Indianapolis am Start. Er ging vom vierten Startplatz aus ins Rennen und beendete dieses als Siebter. Ein Jahr später schied er in Indianapolis durch einen technischen Defekt aus.
Erfolge erzielte er auch im Sportwagensport. 1922 siegte er gemeinsam mit Robert Laly bei der RAC Tourist Trophy. 1925 gab er sein Debüt beim 24-Stunden-Rennen von Le Mans und beendete das Langstreckenrennen als Gesamtzweiter; Teamkollege war der Brite Sammy Davis. 1928 wurde er Werksfahrer bei Bentley und damit einer der Bentley Boys. In Le Mans beendete er die Rennen 1928 als Fünfter und 1929 als Vierter der Gesamtwertung. Nach Ablauf des Rennjahres 1930 beendete er seine Rennkarriere.

## Statistik

### Le-Mans-Ergebnisse
| Jahr | Team                         | Fahrzeug                     | Teamkollege   | Platzierung            | Ausfallgrund    |
| ---- | ---------------------------- | ---------------------------- | ------------- | ---------------------- | --------------- |
| 1925 | Sunbeam Motor Company        | Sunbeam 3 Litre Super Sports | Sammy Davis   | Rang 2 und Klassensieg |                 |
| 1926 | Société des Automobile Ariès | Ariès Type S GP2 Surbaissée  | Robert Laly   | Ausfall                | Batterie        |
| 1927 | Société des Automobile Ariès | Ariès Type S GP2 Surbaisée   | Robert Laly   | Ausfall                | Zündungsschaden |
| 1928 | Bentley Motors Ltd.          | Bentley 4 ½ Litre            | Henry Birkin  | Rang 5                 |                 |
| 1929 | Bentley Motors Ltd.          | Bentley 4 ½ Litre            | Frank Clement | Rang 4                 |                 |
| 1930 | Hon. Dorothy Paget           | Bentley Blower C             | Henry Birkin  | Ausfall                | Motorschaden    |